# ルカ・ギーニ

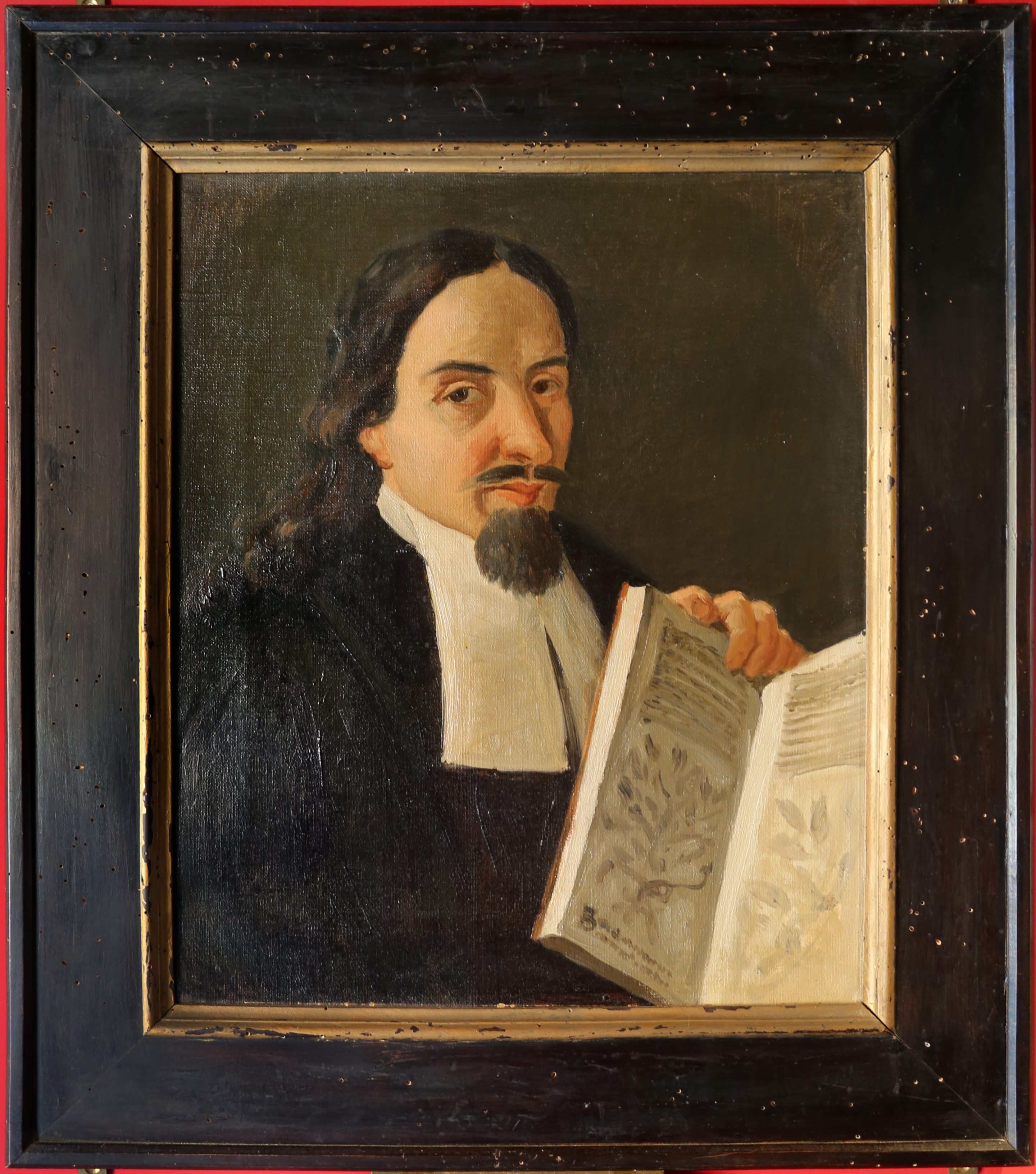
Luca Ghini

ルカ・ギーニ（Luca Ghini、1490年 – 1556年5月4日）はイタリアの医師、植物学者である。記録に残っているヨーロッパ最初の標本館、植物園を作った人物として知られている。

## 略歴
イタリア共和国エミリア＝ロマーニャ州 ボローニャ県のカザルフィウマネーゼの貴族の家に生まれた。ボローニャ大学で医学を学び、1527年までボローニャ大学で薬用植物の講義を行い、後に教授となった。
トスカーナ大公、コジモ1世の招きにより、1544年にピサ大学に移った。植物園の設立のために、ギーニと弟子のウリッセ・アルドロヴァンディやアンデレア・アルパーゴ、フランチェスコ・カルツォラーリらはエルバ島やバルド山、ガルダ湖などで植物を収集し、1544年にピサ植物園（Orto botanico di Pisa）は設立された。フィレンチェの植物園、センプリチ庭園の建設も援助した。
ギーニ自身の特に有名な著書はなく、著作は散逸したが、ギーニの教えた植物学者にはアンドレア・チェザルピーノ、ピエトロ・アンドレア・マッティオリらがいる。マッティオリらの著作にギーニの研究結果が残されている。
1554年にボローニャに戻り、医学の講義を行いボローニャで没した。